# Etimológiai szótár
Az etimológiai szótár szófejtő, szóeredet-vizsgáló szótár, azt vizsgálja, hogy honnan származnak az egyes szavak.

## Magyar nyelvű etimológiai szótárak
- Czuczor Gergely - Fogarasi János: A magyar nyelv szótára, több mint 113.000 szócikk értelmezésével és etimológiai meghatározásával a legnagyobb volumenű munka.[2][3]
- Bárczi Géza: Magyar szófejtő szótár. 2. kiadás. Budapest: Trezor. 1994.  ISBN 963-7685-41-3

Közel 4000 magyar szó eredetét kutatja fel és mutatja be szakszerűen, ugyanakkor az átlagos műveltségű, nem szakember használó számára is érthetően, követhetően.  Rövid szócikkek, címszó után utalás, az előfordulás dátuma, szófaja, származékai. Első kiadása 1941-ben jelent meg.
- A magyar nyelv történeti-etimológiai szótára I–IV. Főszerk. Benkő Loránd. Budapest: Akadémiai. 1967–1984. ISBN 963-05-3770-2

10 714 szócikkben 60 ezernél több szó eredetéről és történetéről tájékoztat.
- Benkő Loránd főszerk.: Etymologisches Wörterbuch des Ungarischen I–III. Budapest, 1993–1997. „EWUng”
- Gombocz Zoltán–Melich János: Magyar etymológiai szótár. Budapest, 1914–1944. (EtSz.)
- Kázmér Miklós: Régi magyar családnevek szótára XIV–XVII. század. Budapest, 1993.
- Tótfalusi István: Magyar etimológiai nagyszótár. Budapest: Arcanum Adatbázis. [2001].  = Arcanum DVD Könyvtár,  2. ISBN 9639374121
- Tóth Alfréd: Etymological dictionary of Hungarian

- Kiss Lajos: Földrajzi nevek etimológiai szótára I–II. 4. bőv., jav. kiadás. Budapest: Akadémiai. 1988. ISBN 963-05-4567-5 (FNESz.)

- A Magyar szókészlet finnugor elemei: Etimológiai szótár, szerk. Rédei Károly, I. (A-Gy) 1967.; II. (H-M) 1971.; III. (N-Zs) 1978, Budapest: Akadémiai Kiadó, 727. o. „MSzFE”

Tartalmazza mindazoknak a magyar szavaknak az etimológiáját, amelyeknek – a tudomány akkori állása szerint – biztos vagy lehetséges megfelelői vannak a finnugor, ill. a szamojéd nyelvekben, s e szavak kapcsán az eddigi finnugor szófejtések tudományos igényű, kritikai összefoglalását nyújtja.
- Etimológiai szótár : Magyar szavak és toldalékok eredete. Főszerk. Zaicz Gábor. Budapest: Tinta. 2006. = A Magyar Nyelv Kézikönyvei, 12. ISBN 963-7094-01-6

Közel 8700 magyar szóról és közel 300 magyar toldalékról tudhatjuk meg a 2006-ban, majd némileg bővítve 2021-ben megjelent Etimológiai szótárból, hogy nyelvtudományunk mai álláspontja szerint honnan származnak és ismereteink szerint mióta használjuk őket.
- Gerstner Károly (szerk.). Új magyar etimológiai szótár. Béta-változat. Budapest, MTA Nyelvtudományi Intézet / ELKH Nyelvtudományi Kutatóközpont, 2011–2022.

26 004 magyar szó eredete 9861 szócikkben 60 323 adattal.